# Roman Spirig
Roman Spirig (Grabs, 7 gennaio 1998) è un ex calciatore svizzero naturalizzato liechtensteinese, di ruolo difensore.

## Carriera

### Club
Ha giocato nella terza divisione austriaca con il Dornbirn ed in vari club del Liechtenstein, militanti nelle serie minori svizzere (in quanto il Paese alpino non ha un campionato ma solo una coppa nazionale).

### Nazionale
Il 3 giugno 2021 ha esordito con la nazionale liechtensteinese giocando l'amichevole persa 7-0 contro la Svizzera.

## Statistiche

### Cronologia presenze e reti in nazionale
| Cronologia completa delle presenze e delle reti in nazionale ― Liechtenstein | Cronologia completa delle presenze e delle reti in nazionale ― Liechtenstein | Cronologia completa delle presenze e delle reti in nazionale ― Liechtenstein | Cronologia completa delle presenze e delle reti in nazionale ― Liechtenstein | Cronologia completa delle presenze e delle reti in nazionale ― Liechtenstein | Cronologia completa delle presenze e delle reti in nazionale ― Liechtenstein | Cronologia completa delle presenze e delle reti in nazionale ― Liechtenstein | Cronologia completa delle presenze e delle reti in nazionale ― Liechtenstein |
| Data                                                                         | Città                                                                        | In casa                                                                      | Risultato                                                                    | Ospiti                                                                       | Competizione                                                                 | Reti                                                                         | Note                                                                         |
| ---------------------------------------------------------------------------- | ---------------------------------------------------------------------------- | ---------------------------------------------------------------------------- | ---------------------------------------------------------------------------- | ---------------------------------------------------------------------------- | ---------------------------------------------------------------------------- | ---------------------------------------------------------------------------- | ---------------------------------------------------------------------------- |
| 3-6-2021                                                                     | San Gallo                                                                    | Svizzera                                                                     | 7 – 0                                                                        | Liechtenstein                                                                | Amichevole                                                                   | -                                                                            | 46’                                                                          |
| 5-9-2021                                                                     | Bucarest                                                                     | Romania                                                                      | 2 – 0                                                                        | Liechtenstein                                                                | Qual. Mondiali 2022                                                          | -                                                                            | 82’                                                                          |
| 8-9-2021                                                                     | Erevan                                                                       | Armenia                                                                      | 1 – 1                                                                        | Liechtenstein                                                                | Qual. Mondiali 2022                                                          | -                                                                            | 75’                                                                          |
| 14-11-2021                                                                   | Vaduz                                                                        | Liechtenstein                                                                | 0 – 2                                                                        | Romania                                                                      | Qual. Mondiali 2022                                                          | -                                                                            |                                                                              |
| 25-3-2022                                                                    | San Pedro del Pinatar                                                        | Capo Verde                                                                   | 6 – 0                                                                        | Liechtenstein                                                                | Amichevole                                                                   | -                                                                            | 46’                                                                          |
| Totale                                                                       |                                                                              | Presenze                                                                     | 5                                                                            |                                                                              | Reti                                                                         | 0                                                                            |                                                                              |